# Koszajec (Sochaczew)
Koszajec  [kɔˈʂajɛt͡s] est un village polonais de la gmina de Rybno dans le powiat de Sochaczew et dans la voïvodie de Mazovie.